# Експерти
„Експерти“ е български игрален филм от 2001 година, по сценарий и режисура на Станислав Дончев.

## Актьорски състав
Роли във филма изпълняват актьорите:
- Михаил Георгиев
- Станислав Дончев
- Янко Богданов
- Елисавета Емануилова
- Лазар Дилов
- Атанас Ценев
- Цветомир Иванов
- Златина Долова
- Веселин Мезеклиев
- Марияна Евстатиева-Биолчева